# Katie Silberman
Katie Silberman, född 30 september 1991 i Los Angeles County i Kalifornien, är en amerikansk manusförfattare och filmproducent. Hon är mest känd för att ha skrivit manus till filmer som Set It Up, Booksmart och Don't Worry Darling.

## Filmografi (i urval)

### Filmer
- 2018 – Set It Up
- 2019 – Isn't It Romantic (med Erin Cardillo och Dana Fox)
- 2019 – Booksmart (med Emily Halpern, Sarah Haskins och Susanna Fogel)
- 2022 – Don't Worry Darling (med Carey och Shane Van Dyke)